# Flavigny
Flavigny é uma comuna francesa na região administrativa do Centro, no departamento Cher. Estende-se por uma área de 13,23 km². Em 2010 a comuna tinha 198 habitantes (densidade: 15 hab./km²).